# لنرد استنلی
لنرد استنلی (به انگلیسی: Leonard Stanley) یک روستا و محله مدنی در بریتانیا است که در Stroud District واقع شده‌است. لنرد استنلی ۱٬۴۶۶ نفر جمعیت دارد.